# 비밥

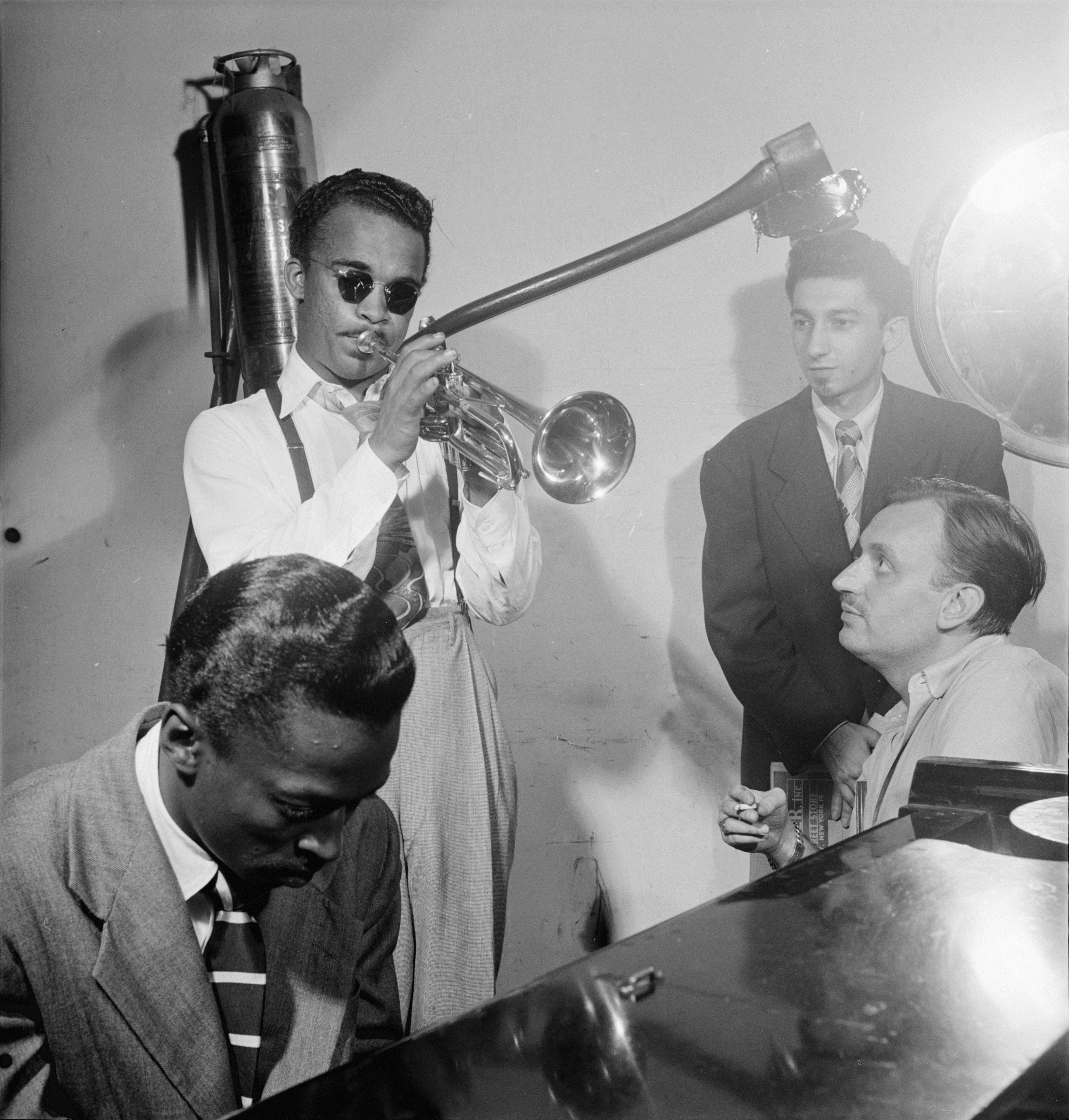

비밥(bebop) 혹은 밥(bop)은 1940년대 초중반에 미국에서 발달한 템포가 빠른 재즈 음악이다. 비밥의 초기 2년 동안은 제2차 세계 대전 중 미국 음악인들의 고뇌를 표현한 그들만의 은어였다.

## 역사
1939년에 발매된 콜먼 호킨스의 "육체와 영혼"이 비밥의 원조이다. 기존의 재즈음악에서 탈피하고자 하는 호킨스의 의지와 그의 유쾌한 연주는 비밥의 신호탄이 되었고, 그의 음악은 찰리 파커와 같은 차세대 재즈 음악인들에게 영감을 주었다.
1940년대 차세대 재즈 음악인들은 이 새로운 스타일의 재즈를 꾸준히 발전시켜 나아갔다. 디지 길레스피, 찰리 파커, 버드 파월, 셀로니어스 몽크와 같은 재즈 음악인들은 재즈 피아니스트 아트 테이텀, 얼 하인즈, 테너 색소폰 연주가 콜먼 호킨스와 레스터 영, 트럼펫 연주가 로이 엘드리지와 같은 선대의 모험적인 솔로이스트들의 영향을 많이 받았다. 길레스피와 파커는 잭 티가든, 얼 하인즈, 제이 맥샨 등과 같은 비밥 연주가들과 자주 순회 공연을 하였다. 이들과 같은 비밥 선구자들은 복잡한 싱커페이션과 코드를 자유 자재로 변환하며 새로운 화음을 만들어 냈다.

## 모던 재즈
1940년대에 와서 스윙 재즈는 침체했으나 야심을 가진 재즈맨들은 잼 세션을 통해 리듬, 멜로디, 하모니의 3요소에 이르는 재즈의 개혁을 실현했다. 이것이 비밥이며, 그 뒤로 바프 수법으로 된 재즈를 총칭하여 모던 재즈라고 한다. 발생 후 이미 20년 이상 경과하였고 재즈의 스타일도 다양화하고 있으므로 '모던 재즈'라는 호칭만으로는 구체적인 스타일을 잡을 수 없게 된 것이 오늘날의 현상이다.